# أليشا عبد الله
أليشا عبد الله (بالهندية: अलीशा अब्दुल्ला؛ بالإنجليزية: Alisha Abdullah) هي سائقة سباق هندية، ولدت في 24 يوليو 1989 في تشيناي في الهند.